# Sentenac de Seron
Sentenac de Seron (en francès Sentenac-de-Sérou) és un municipi francès del departament de l'Arieja i la regió d'Occitània.